# San Giovanni Crisostomo (Venedig)

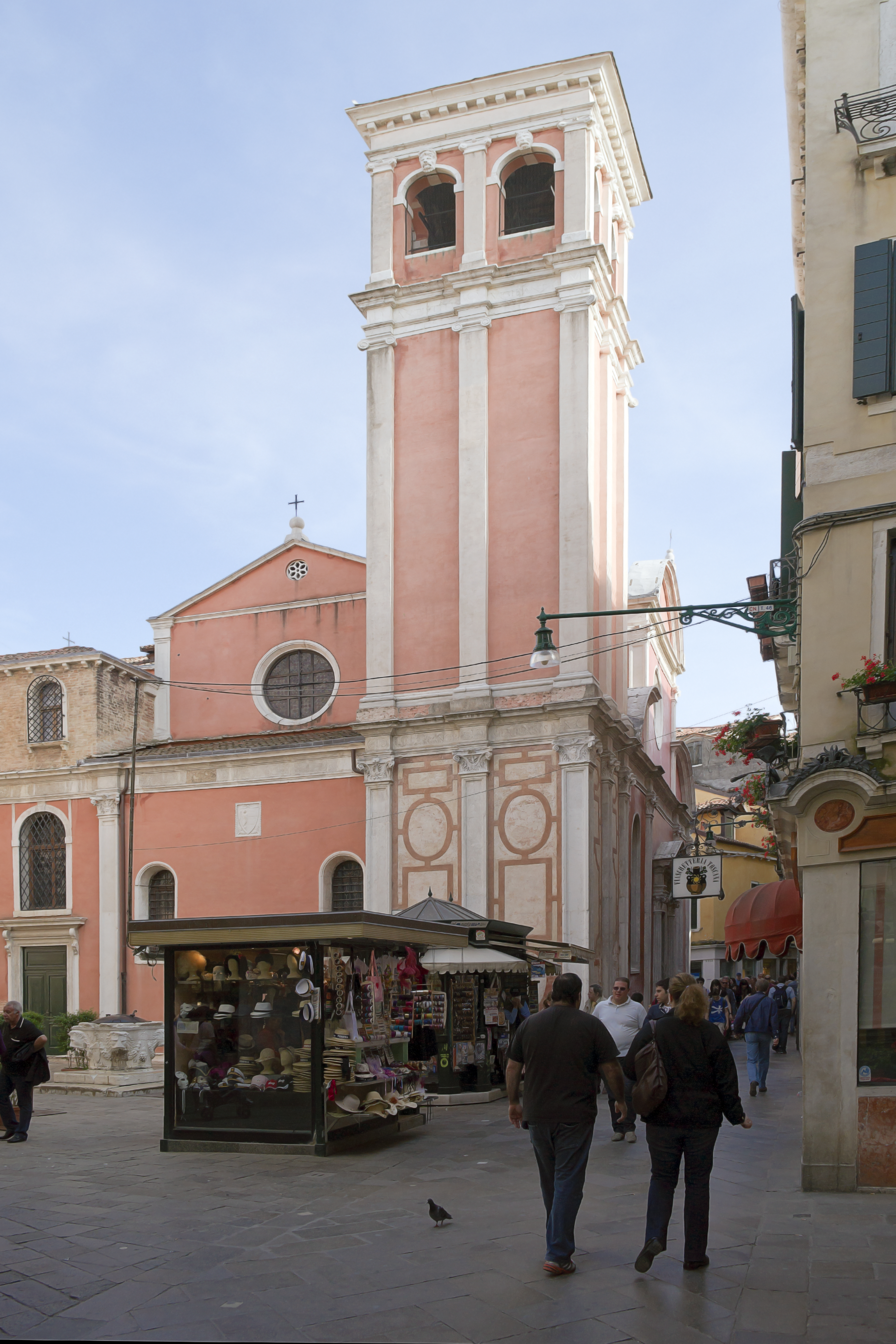
Die Kirche und das Campo

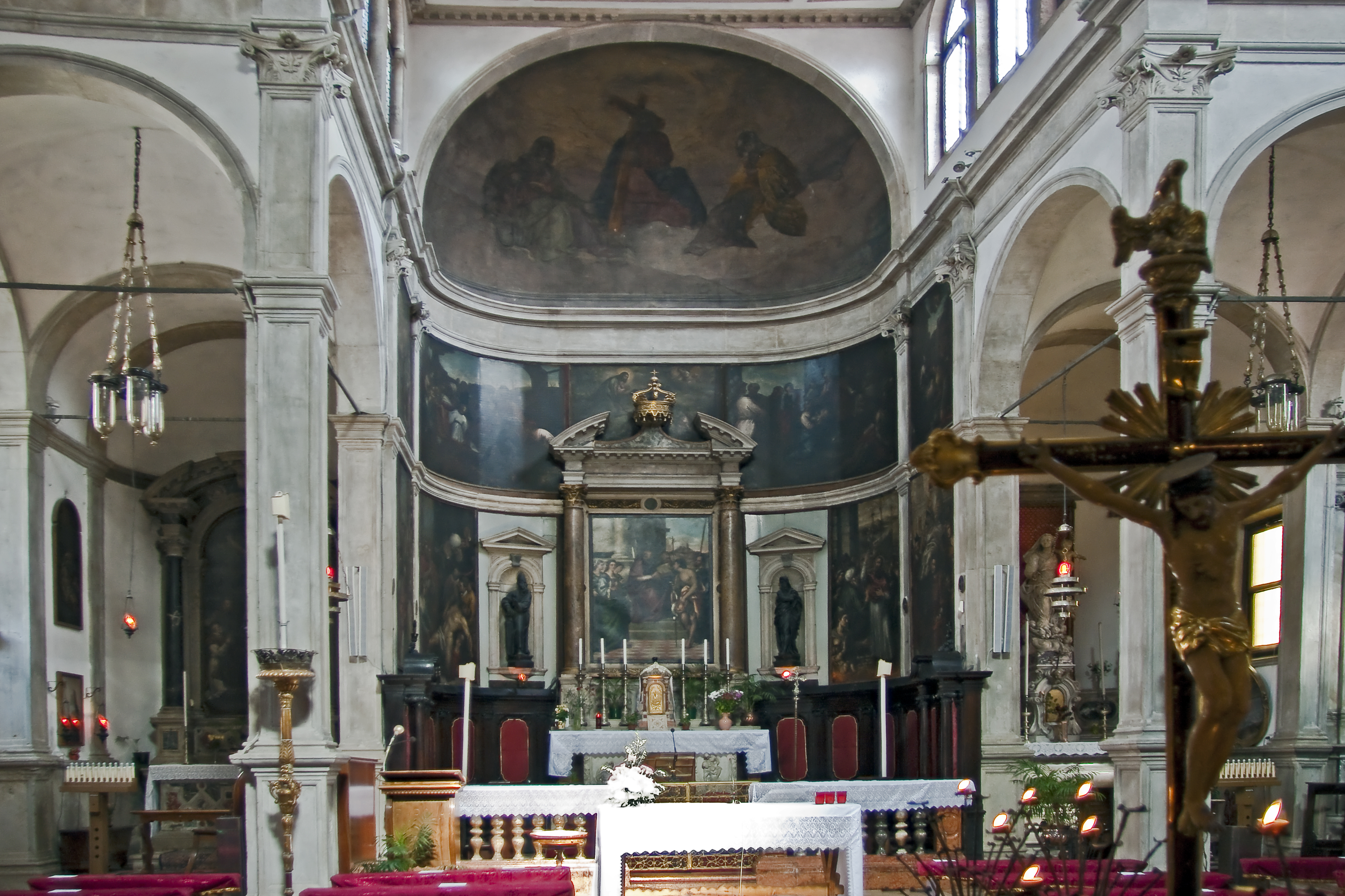
Der Innenraum der Kirche

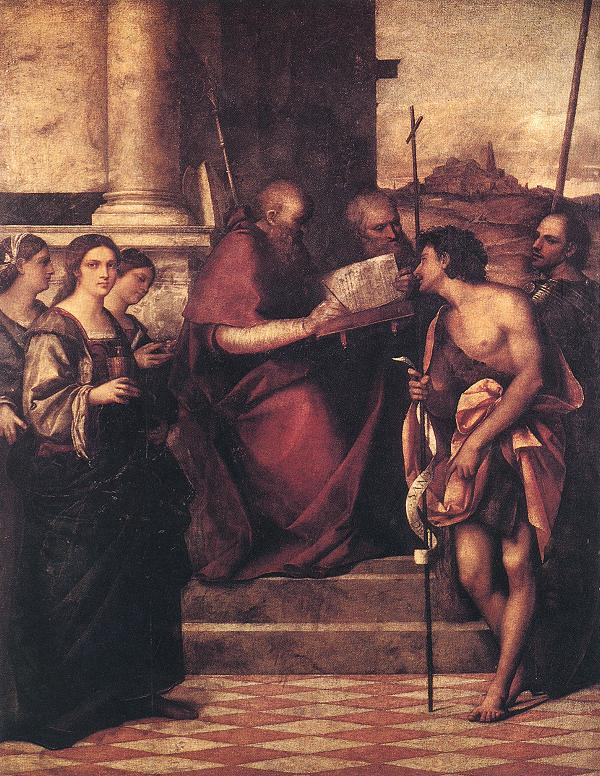
Sebastiano del Piombo: Der Hl. Johannes Chrysostomos zwischen den Heiligen Katharina, Magdalena, Lucia und Johannes dem Evangelisten, Johannes dem Täufer und dem Hl. Theodor, 1511

San Giovanni Crisostomo (ven.: Grisostomo) ist eine Kirche in Venedigs Sestiere Cannaregio. In ihrer unmittelbaren Nähe befindet sich das ursprünglich nach der Kirche benannte Teatro Malibran.
Geweiht ist die Kirche dem oströmischen Kirchenlehrer und Bischof von Konstantinopel Johannes Chrysostomos.

## Geschichte
Die Ursprünge der Kirche im engen und dichtbesiedelten Rialtoviertel reichen ins 9. Jahrhundert zurück. 1497 wurde die Kirche vollständig neu errichtet, nachdem sie einem Brand zum Opfer gefallen war, der viele Häuser dieses Stadtteils, darunter auch das von Marco Polo zerstört hatte.
1488 gewährte Papst Innozenz VIII. allen Spendern einer Geldsumme für den Wiederaufbau der Kirche einen Ablass. Der Bauauftrag ging an den venezianischen Architekten Mauro Codussi, die Arbeiten begannen 1495. San Giovanni Crisostomo war der letzte von Codussis Kirchenbauten in Venedig. Der Architekt starb 1504 noch bevor der Innenausbau abgeschlossen war. Im selben Jahr wurde die Kirche geweiht. In den folgenden Jahren wurde die Straße vor der Kirche auf Veranlassung des Senats erweitert. Der Bau des neuen Campanile wurde erst 1590 fertiggestellt. 
Am 26. Februar 1918 haben österreichische Truppen Venedig beschossen und die Kirchenfassade beschädigt.

## Architektur
Codussi entwarf eine Kreuzkuppelkirche über dem Grundriss eines griechischen Kreuzes. Der Bau ist ziegelrot verputzt, die tragenden und gliedernden Elemente, wie Pilaster, Friese, Bedachung des Portals und Fenstereinrahmungen sind aus istrischem Stein.
Der Innenraum ist hell verputzt, auch hier sind die tragenden und gliedernden Elemente in der für Codussi typischen Weise dunkelgrau abgesetzt.

## Ausstattung
Die Kirche ist mit mehreren hervorragenden Gemälden und Reliefs venezianischer Künstler der Renaissance ausgestattet. Die in Marmor gefasste Pala im Presbyterium ist eine  Sacra Conversazione um den Kirchenpatron Johannes Chrysostomos. Es ist  eines der letzten Bilder, die Sebastiano del Piombo vor seiner Abreise nach Rom für Venedig gemalt hat. 
Seitenkapellen der Kirche bergen Altarbilder von Giovanni Bellini (Die Heiligen Christophorus, Hieronymus und Ludwig von Toulouse, 1513)  und des deutschen Barockmalers Karl Loth (Tod des hl. Joseph 1679). Die Capella Barnabò ist durch eine Stiftung der reichen Seidenweberfamilie  Bernabò de Catenariis di Montepulciano später hinzugefügt worden. Das Relief einer Marienkrönung aus weißem Marmor, ein Hauptwerk des venezianischen Bildhauers und Architekten Tullio Lombardo (1502), ist ebenfalls eine Stiftung der Familie. 
Die flache Decke des Presbyteriums der Kirche wurde im 17. Jahrhundert von Giuseppe Diamantini ausgemalt.